# Kofi Amoako Atta
Kofi Amoako Atta (sinh 17 tháng 6 năm 1997) là một cầu thủ bóng đá Ghana thi đấu ở vị trí tiền vệ cho câu lạc bộ Thổ Nhĩ Kỳ Giresunspor mượn từ Bursaspor ở Süper Lig.

## Sự nghiệp chuyên nghiệp
Atta đến Thổ Nhĩ Kỳ từ các hạng đấu thấp ở Ghana với tư cách cầu thủ trẻ. Atta ký bản hợp đồng chuyên nghiệp đầu tiên vào ngày 6 tháng 9 năm 2017. Atta ra mắt chuyên nghiệp cho Bursaspor trong trận thắng 3-0 ở Süper Lig trước Akhisar Belediyespor ngày 10 tháng 9 năm 2017.
Ngày 31 tháng 1 năm 2018, anh được cho mượn đến Giresunspor cho đến hết mùa giải.